# Татібана (1944)
«Татібана» (англ. Tachibana, яп. 橘) — ескортний міноносець Імперського флоту Японії, який взяв участь у Другій світовій війні.

## Історія створення
Корабель, який став двадцять першим серед завершених ескортних есмінців типу «Мацу» (та третім серед таких кораблів підтипу «Татібана»), був закладений 8 липня 1944 року на верфі флоту в Йокосуці. Спущений на воду 14 жовтня 1944, став до ладу 20 січня 1945 року. 

## Історія служби
Після завершення «Татібана» кілька місяців провів у Внутрішньому Японському морі, при цьому з 15 березня 1945-го він належав до 53-ї дивізії ескадрених міноносців.
22 травня 1945-го корабель прибув до Омінато (важлива військово-морська база на північному завершенні Хонсю) та узявся до патрульно-ескортної служби в північній зоні.
14 липня він перебував у затоці Хакодате (південне завершення Хоккайдо), де був атакований та потоплений літаками американського авіаносного з'єднання, загинуло 135 членів екіпажу.